# Liste der Wappen im Landkreis Altenburger Land
Diese Liste erfasst alphabetisch geordnet die Wappen der Städte und Gemeinden des Landkreises Altenburger Land in Thüringen (Deutschland).

Wappen des Landkreises Altenburger Land[1]
Der Landkreis Altenburger Land in Thüringen
Der Landkreis Altenburger Land in Deutschland

## Wappen der Städte und Gemeinden

Kreisstadt Altenburg[2]
Gemeinde Dobitschen
Gemeinde Fockendorf
Gemeinde Gerstenberg
Gemeinde Göhren[3]
Gemeinde Göllnitz[4]
Gemeinde Göpfersdorf[5]
Stadt Gößnitz[6]
Gemeinde Haselbach
Gemeinde Heukewalde[7]
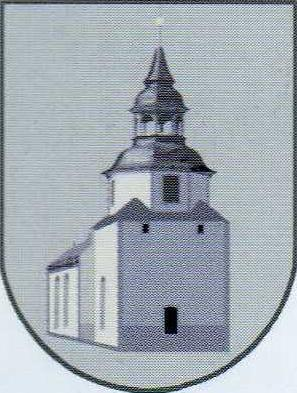
Gemeinde Heyersdorf
Gemeinde Jonaswalde
Gemeinde Kriebitzsch[8]
Gemeinde Langenleuba-Niederhain[9]
Gemeinde Löbichau[10]
Gemeinde Lödla[11]
Stadt Lucka[12]
Gemeinde Mehna
Stadt Meuselwitz[13]
Gemeinde Monstab[14]
Gemeinde Nobitz[15]
Gemeinde Ponitz
Gemeinde Posterstein
Gemeinde Rositz[16]
Stadt Schmölln[17]
Gemeinde Starkenberg[18]
Gemeinde Thonhausen
Gemeinde Treben
Gemeinde Vollmershain
Gemeinde Windischleuba[19]

## Wappen ehemals selbstständiger Städte und Gemeinden

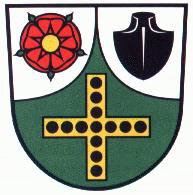
Gemeinde Altkirchen
Gemeinde Drogen
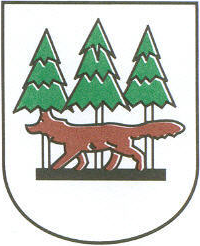
Gemeinde Ehrenhain
Gemeinde Großstöbnitz[21]
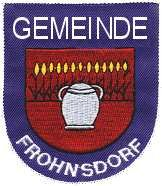
Gemeinde Frohnsdorf
Gemeinde Großröda
Gemeinde Jückelberg[23]
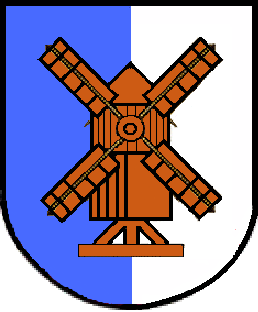
Gemeinde Lumpzig
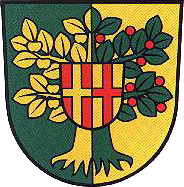
Gemeinde Naundorf
Gemeinde Nöbdenitz
Gemeinde Saara
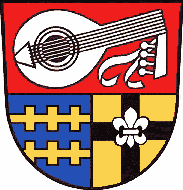
Gemeinde Tegkwitz
Gemeinde Wildenbörten
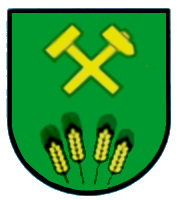
Gemeinde Wintersdorf
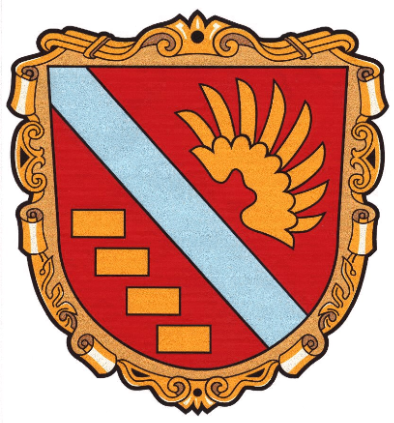
Gemeinde Ziegelheim

## Blasonierungen
1. ↑  Landkreiswappen: „Geviert. Feld 1: in Silber eine rote Rose mit goldenem Butzen und grünen Kelchblättern; Feld 2: in Blau einen aufrechten, von Gold über Silber geteilten Löwen; Feld 3: neunmal von Schwarz und Gold geteilt und mit einem grünen Rautenkranz belegt; Feld 4: in Silber eine rote Eichel mit grünem Kelch.“ Hauptsatzung § 2 Abs.1 (Memento des Originals vom 17. September 2011 im Internet Archive)  Info: Der Archivlink wurde automatisch eingesetzt und noch nicht geprüft. Bitte prüfe Original- und Archivlink gemäß Anleitung und entferne dann diesen Hinweis. (PDF-Datei; 111 kB)
2. ↑  Altenburg: „Gespalten von Rot und Silber, darin eine silberne Burg; an der Torstelle belegt mit einem goldenen Schild, darin ein schwarzer Löwe mit roter Zunge und Bewehrung; rechts vom Turm schwebend eine silberne Hand, links eine rote Rose mit goldenem Butzen und grünen Kelchblättern.“ Hauptsatzung § 2 Abs.1 (PDF-Datei; 41 kB)
3. ↑  Göhren: „In Rot eine eingebogene silberne Spitze, darin fünf grüne Lindenblätter; vorn ein silberner Mühlstein, hinten ein silbernes Achteck mit eingezogenen Diagonalen.“ Hauptsatzung § 2 Abs.1 (Memento des Originals vom 22. Februar 2014 im Internet Archive)  Info: Der Archivlink wurde automatisch eingesetzt und noch nicht geprüft. Bitte prüfe Original- und Archivlink gemäß Anleitung und entferne dann diesen Hinweis. (PDF-Datei; 2,36 MB)
4. ↑  Göllnitz: „Ein Hirschkopf.“ Hauptsatzung § 2 Abs.1 (Memento des Originals vom 22. Februar 2014 im Internet Archive)  Info: Der Archivlink wurde automatisch eingesetzt und noch nicht geprüft. Bitte prüfe Original- und Archivlink gemäß Anleitung und entferne dann diesen Hinweis. (PDF-Datei; 2,27 MB)
5. ↑  Göpfersdorf: „Drei Kreise, im größeren Kreis in der Mitte ist eine Abbildung der Heimatstube "Pferdestall" in Göpfersdorf zu sehen. Im linken oberen Kreis ist eine Rübe und im rechten Kreis sind eine Getreideähre sowie ein Pflugschar abgebildet.“ Hauptsatzung § 2 Abs.1 (Memento des Originals vom 22. Februar 2014 im Internet Archive)  Info: Der Archivlink wurde automatisch eingesetzt und noch nicht geprüft. Bitte prüfe Original- und Archivlink gemäß Anleitung und entferne dann diesen Hinweis. (PDF-Datei; 20 kB)
6. ↑  Gößnitz: „In Rot auf grünem Boden ein Reiter in stählerner Rüstung auf silbernem Ross, einem grünen Drachen die Lanze in den Rachen stoßend.“ Hauptsatzung § 2 Abs.1 (Memento des Originals vom 21. Februar 2014 im Internet Archive)  Info: Der Archivlink wurde automatisch eingesetzt und noch nicht geprüft. Bitte prüfe Original- und Archivlink gemäß Anleitung und entferne dann diesen Hinweis. (PDF-Datei; 28 kB)
7. ↑  Heukewalde: „Dreigeteilt zeigt es im linken oberen Feld einen schwarzen Adler auf gelben Grund, rot bewehrt mit Spalt. Rechts oben auf rotem Grund eine goldene Kronähre. Das Feld im unteren Teil stellt eine rote Rose auf weißem Grund dar.“ Hauptsatzung § 2 Abs.1 (Seite nicht mehr abrufbar, festgestellt im März 2022. Suche in Webarchiven)  Info: Der Link wurde automatisch als defekt markiert. Bitte prüfe den Link gemäß Anleitung und entferne dann diesen Hinweis. (PDF-Datei; 26 kB)
8. ↑  Kriebitzsch: „Das Gemeindewappen zeigt ein Schild im Deichselschnitt von Silber, Gold und Blau geteilt; In Feld 1 oder oben schwarze Bergeisen; Feld 2 oder rechts eine schwarze Rübe; Feld 3 oder links eine goldene Ähre.“ Hauptsatzung § 2 Abs.1 (Memento des Originals vom 22. Februar 2014 im Internet Archive)  Info: Der Archivlink wurde automatisch eingesetzt und noch nicht geprüft. Bitte prüfe Original- und Archivlink gemäß Anleitung und entferne dann diesen Hinweis. (PDF-Datei; 103 kB)
9. ↑  Langenleuba-Niederhain: „Geteilt und halbgespalten; oben in Silber drei grüne Nadelbäume nebeneinander stehend; unten vorn siebenfach von Rot über Silber schräggeteilt; unten hinten in Rot eine silberne Rose mit goldenem Butzen und Kelchblättern.“ Hauptsatzung § 2 Abs.1 (Memento des Originals vom 22. Februar 2014 im Internet Archive)  Info: Der Archivlink wurde automatisch eingesetzt und noch nicht geprüft. Bitte prüfe Original- und Archivlink gemäß Anleitung und entferne dann diesen Hinweis. (PDF-Datei; 84 kB)
10. ↑  Löbichau: „Halbgeteilt und gespalten; vorn oben in Rot die goldene Blüte einer Sonnenblume, die Staubgefäße durch ein goldenes Rautengitter in Schwarz angedeutet; vorn unten in Schwarz silberne Hammer und Schlägel; hinten in Gold ein roter, golden gekrönter, schwarzbewehrter Löwe.“ Hauptsatzung § 3 Abs.1 (Seite nicht mehr abrufbar, festgestellt im März 2022. Suche in Webarchiven)  Info: Der Link wurde automatisch als defekt markiert. Bitte prüfe den Link gemäß Anleitung und entferne dann diesen Hinweis. (PDF-Datei; 27 kB)
11. ↑  Lödla: „Ein Gemeindewappen ist nicht vorhanden.“ Hauptsatzung § 2 Abs.1 (Memento des Originals vom 22. Februar 2014 im Internet Archive)  Info: Der Archivlink wurde automatisch eingesetzt und noch nicht geprüft. Bitte prüfe Original- und Archivlink gemäß Anleitung und entferne dann diesen Hinweis. (PDF-Datei; 134 kB)
12. ↑  Lucka: „In Gold ein gewappneter Ritter in stahlblauer Rüstung mit geöffnetem Visier auf grünem Boden stehend. Der Ritter hält in der ausgestreckten rechten Hand ein schwarzes Kreuz und in der linken Hand eine gestielte Rose; er wird rechts begleitet von einem Wappenschild, der in silbernem Felde eine rote Rose mit goldenem Stängel und grünen Kelchblättern zeigt.“ Hauptsatzung § 2 Abs.1 (Seite nicht mehr abrufbar, festgestellt im April 2019. Suche in Webarchiven)  Info: Der Link wurde automatisch als defekt markiert. Bitte prüfe den Link gemäß Anleitung und entferne dann diesen Hinweis.
13. ↑  Meuselwitz: „Geteilt durch eine silberne Leiste von Schwarz über Blau und zeigt oben einen silbernen Schlägel gekreuzt mit einem silbernen Hammer und unten einen goldenen Webschützen. Das Wappen ist bedeckt von einem silbernen, rot ausgeschlagenen, golden bekrönten Spangenhelm, darauf eine rote Lindenlaubschlinge mit je vier parallel stehenden roten Blättern, die Helmdecken sind goldschwarz.“ Hauptsatzung § 2 Abs.1 (Seite nicht mehr abrufbar, festgestellt im April 2019. Suche in Webarchiven)  Info: Der Link wurde automatisch als defekt markiert. Bitte prüfe den Link gemäß Anleitung und entferne dann diesen Hinweis.
14. ↑  Monstab: „Ein Gemeindewappen ist nicht vorhanden.“ Hauptsatzung § 2 Abs.1 (Memento des Originals vom 22. Februar 2014 im Internet Archive)  Info: Der Archivlink wurde automatisch eingesetzt und noch nicht geprüft. Bitte prüfe Original- und Archivlink gemäß Anleitung und entferne dann diesen Hinweis. (PDF-Datei; 133 kB)
15. ↑  Nobitz: „In Silber ein mit elf goldenen Kugeln belegter schräglinker blauer Wellenbalken, oben von einem wachsenden rechtsgewendeten golden bewehrten schwarzen Eberkopf und unten von einem nach schräglinks oben schwimmenden blauen Fisch begleitet.“ Hauptsatzung § 2 Abs.1 (PDF-Datei; 640 kB)
16. ↑  Rositz: „Über rotem Schildfuß, darin drei gestürzte goldene Pflugschare, in Gold wachsend ein Bergmann, welcher in der Rechten einen Hammer und in der Linken eine silberne Grubenlampe hält.“ Hauptsatzung § 2 Abs.1 (Memento des Originals vom 22. Februar 2014 im Internet Archive)  Info: Der Archivlink wurde automatisch eingesetzt und noch nicht geprüft. Bitte prüfe Original- und Archivlink gemäß Anleitung und entferne dann diesen Hinweis. (PDF-Datei; 104 kB)
17. ↑  Schmölln: „In Blau unter einem mit Fialen und Krabben verzierten goldenen gotischen Baldachin thronend die goldgekrönte Maria in rotem Gewand und blauem Mantel mit dem nackten Jesusknaben auf dem Schoß; darunter ein Topfhelm, besteckt mit grünen Pfauenfedern, vorn glatt, hinten gespiegelt.“ Hauptsatzung § 2 Abs.1 (PDF-Datei; 1,22 MB)
18. ↑  Starkenberg: „In Rot eine stilisierte silberne Linde, belegt mit einem blauen Herzschild, darin zwei goldene abwechselnd gezinnte Querbalken.“ Hauptsatzung § 2 Abs.1 (Memento des Originals vom 22. Februar 2014 im Internet Archive)  Info: Der Archivlink wurde automatisch eingesetzt und noch nicht geprüft. Bitte prüfe Original- und Archivlink gemäß Anleitung und entferne dann diesen Hinweis. (PDF-Datei; 3,43 MB)
19. ↑  Windischleuba: „In Blau mit einer eingeschweiften silbernen Spitze, darin acht (1:2:3:2) grüne Lindenblätter, vorn ein linksblickender silberner Storch mit rotem Schnabel und roten Beinen, hinten ein silberner sechseckiger Zinnenturm mit zwei pfahlweise angeordneten Fenstern.“ Hauptsatzung § 2 Abs.1 (Memento des Originals vom 5. März 2016 im Internet Archive)  Info: Der Archivlink wurde automatisch eingesetzt und noch nicht geprüft. Bitte prüfe Original- und Archivlink gemäß Anleitung und entferne dann diesen Hinweis. (PDF-Datei; 48 kB)
20. ↑  Altkirchen: „In Silber eine eingebogene erhöhte grüne Spitze, belegt mit einem 13fach genagelten goldenen Kreuz, oben vorn eine heraldische rote Rose mit goldenem Butzen und grünen Kelchblättern, hinten eine schwarze Pflugschar.“ Hauptsatzung § 2 Abs.1 (Memento des Originals vom 22. Februar 2014 im Internet Archive)  Info: Der Archivlink wurde automatisch eingesetzt und noch nicht geprüft. Bitte prüfe Original- und Archivlink gemäß Anleitung und entferne dann diesen Hinweis. (PDF-Datei; 1,05 MB)
21. ↑  Großstöbnitz: „In Blau über den Fluss führende hölzerne goldene Brücke mit grünem Ufer, darüber drei sechsstrahlige goldene Sterne.“
22. ↑  Frohnsdorf: „Stilisierte Gräser, vor diesen einen zweihenkligen vorgeschichtlichen Krug.“ Hauptsatzung § 2 (Memento des Originals vom 22. Februar 2014 im Internet Archive)  Info: Der Archivlink wurde automatisch eingesetzt und noch nicht geprüft. Bitte prüfe Original- und Archivlink gemäß Anleitung und entferne dann diesen Hinweis. (PDF-Datei; 80 kB)
23. ↑  Jückelberg: „Rechen und Sense, gekreuzt über eine Ähre.“ Hauptsatzung § 2 Abs.1 (Memento des Originals vom 22. Februar 2014 im Internet Archive)  Info: Der Archivlink wurde automatisch eingesetzt und noch nicht geprüft. Bitte prüfe Original- und Archivlink gemäß Anleitung und entferne dann diesen Hinweis. (PDF-Datei; 16 kB)
24. ↑  Lumpzig:  „Auf einem Rechteck die Windmühle sowie das Sternenzeichen der Europaflagge.“ Hauptsatzung § 2 Abs.1 (Memento des Originals vom 22. Februar 2014 im Internet Archive)  Info: Der Archivlink wurde automatisch eingesetzt und noch nicht geprüft. Bitte prüfe Original- und Archivlink gemäß Anleitung und entferne dann diesen Hinweis. (PDF-Datei; 2,3 MB)
25. ↑  Naundorf: „Gespalten von Grün und Gold; vorn ein goldener Apfelbaum mit goldenen Früchten, hinten ein grüner Kirschbaum mit roten Früchten; belegt mit einem von Rot und Gold gespaltenem Herzschild, der je ein Kreuz in verwechselten Tinkturen zeigt.“
26. ↑  Tegkwitz: „Geteilt und halb gespalten; oben in Rot eine silberne Laute; unten vorn in Blau zwei goldene Gegenzinnbalken; unten hinten in Gold ein schwarzes Kreuz, belegt mit einer silbernen Lilie.“
27. ↑  Ziegelheim: „In Rot, geteilt von einem silbernen Schrägrechtsbalken und zeigt vorn vier schwebende goldene Balken Figurweise und hinten einen goldenen Pflug.“